# John Harvey Kellogg
John Harvey Kellogg (26 de fevereiro de 1852 – 14 de dezembro de 1943) foi um empresário americano, inventor, médico e defensor do Movimento Progressista. Ele foi diretor do Battle Creek Sanitarium em Battle Creek, Michigan, fundado por membros da Igreja Adventista do Sétimo Dia. O local combinava aspectos de um spa europeu, uma instituição de hidroterapia, um hospital e um hotel de alto padrão. Kellogg tratava tanto os ricos e famosos quanto os pobres que não podiam pagar outros hospitais. De acordo com a Enciclopédia Britânica, seu "desenvolvimento de cereais matinais secos foi em grande parte responsável pela criação da indústria de cereais em flocos, com a fundação e a consolidação da marca global Kellogg's (atual Kellanova).
Um dos primeiros defensores da teoria microbiana das doenças, Kellogg estava muito à frente de seu tempo ao relacionar a flora intestinal e a presença de bactérias nos intestinos com a saúde e as doenças. O sanatório abordava o tratamento de forma holística, promovendo ativamente o vegetarianismo, a nutrição, o uso de enemas de iogurte para limpar a "flora intestinal", exercícios, banhos de sol e hidroterapia, além da abstinência de fumo, consumo de bebidas alcoólicas e atividade sexual. Kellogg dedicou os últimos 30 anos de sua vida a promover a eugenia e a segregação racial. Kellogg foi um dos principais líderes na reforma progressista da saúde, especialmente na segunda fase do movimento de vida saudável. Ele escreveu extensivamente sobre ciência e saúde. Sua abordagem à "vida biológica" combinava conhecimento científico com crenças adventistas, promovendo reforma da saúde e temperança. Muitos dos alimentos vegetarianos que Kellogg desenvolveu e ofereceu a seus pacientes foram comercializados publicamente: o irmão de Kellogg, Will Keith Kellogg, é mais conhecido hoje pela invenção do cereal matinal flocos de milho.
Kellogg tinha crenças teológicas liberais radicalmente diferentes do cristianismo niceno tradicional e enfatizava o que via como a importância da razão humana sobre muitos aspectos da autoridade doutrinária tradicional. Ele rejeitava fortemente noções fundamentalistas e conservadoras de pecado original, depravação humana e expiação de Jesus, vendo esta última em termos de "sua vida exemplar" na Terra, em vez de sua morte. Tornando-se um adventista do sétimo dia enquanto suas crenças se moviam em direção ao trinitarianismo durante a década de 1890, os adventistas foram "incapazes de acomodar a compreensão essencialmente liberal do cristianismo" exibida por Kellogg, vendo sua teologia como panteísta e não ortodoxa. Desentendimentos com outros membros da IASD levaram a um grande cisma: ele foi expulso em 1907, mas continuou a seguir muitas de suas crenças e dirigiu o sanatório até sua morte. Kellogg ajudou a estabelecer o American Medical Missionary College em 1895. Equívocos populares atribuíram erroneamente várias práticas culturais, invenções e eventos históricos a Kellogg.

## Visões teológicas
Kellogg foi criado na Igreja Adventista do Sétimo Dia desde a infância. Escolhido como protegido dos White e formado como médico, Kellogg teve um papel proeminente como orador em reuniões da igreja.: Ao longo de sua vida, Kellogg enfrentou pressões tanto da ciência quanto da religião em relação às suas visões teológicas.:Na Décima Sétima Sessão Anual da Conferência Geral dos Adventistas do Sétimo Dia, em 4 de outubro de 1878, foi tomada a seguinte decisão:
VISTO que, por alguma causa desconhecida, espalhou-se a impressão de que J. H. Kellogg, M.D., sustenta sentimentos infiéis, o que lhe faz grande injustiça e também prejudica sua influência como médico-chefe do Sanatório; portanto,

RESOLVIDO, Que, em nossa opinião, a justiça para com o doutor e a Instituição sob sua responsabilidade médica exige que ele tenha o privilégio de tornar seus sentimentos conhecidos, e que ele seja convidado a discursar para os presentes neste local, sobre a harmonia entre a ciência e as Sagradas Escrituras.

Esta resolução foi adotada por unanimidade, após o que a Conferência foi encerrada até nova convocação.

[Nota. – Em conformidade com a resolução acima, o Dr. Kellogg proferiu, perante uma grande plateia em 6 de outubro, um discurso notável sobre a harmonia entre a ciência e a Bíblia, pelo qual a congregação lhe agradeceu com um voto de gratidão.]

### Modernismo teológico
Kellogg rejeitou o fundamentalismo cristão e promoveu os princípios do modernismo teológico. Ele rejeitou muitos dos dogmas tradicionais do cristianismo niceno, vendo a expiação de Jesus como "sua vida exemplar" na Terra, e não a Cruz. Kellogg zombava dos conceitos de pecado original e depravação humana inerente, frequentemente brincando que "a depravação total da qual tanto ouvimos falar é, pelo menos metade das vezes, nada mais do que indigestão total". O historiador Brian C. Wilson escreve:
Um dos aspectos mais controversos da teologia em desenvolvimento de Kellogg... era seu foco decididamente não cristocêntrico. Enquanto "Deus" é mencionado cem vezes, "Jesus Cristo" é citado apenas brevemente, doze vezes, e tratado como uma figura periférica.

### Harmonia entre ciência e a Bíblia
Kellogg defendeu "a harmonia entre ciência e a Bíblia" ao longo de sua carreira, mas ele atuou em um período de transição, quando tanto a ciência quanto a medicina estavam se tornando cada vez mais secularizadas. White e outros ministros adventistas temiam que os alunos e funcionários de Kellogg estivessem em risco de perder suas crenças religiosas, enquanto Kellogg sentia que muitos pastores não reconheciam sua expertise e a importância de seu trabalho médico. Havia tensões constantes entre sua autoridade como médico e a autoridade deles como ministros.
Ainda assim, Kellogg tentou reconciliar ciência e medicina com a religião, rejeitando sua separação e enfatizando a presença de Deus na criação divina dos seres vivos.:

O coração é um músculo. O coração bate. Meu braço se contrai e faz o punho bater; mas ele só bate quando minha vontade comanda. Mas aqui está um músculo no corpo que bate enquanto estou dormindo. Ele bate quando minha vontade está inativa e estou completamente inconsciente. Ele continua batendo o tempo todo. Que vontade é essa que faz o coração bater? O coração não pode bater uma única vez sem um comando. Para mim, é algo maravilhoso que o coração de uma pessoa continue batendo. Ele não bate por meio da minha vontade, pois não posso parar o coração de bater, nem fazê-lo bater mais rápido ou mais devagar por comando da minha vontade. Mas há uma vontade que controla o coração. É a vontade divina que o faz bater, e no bater desse coração que você pode sentir, ao colocar a mão no peito ou o dedo no pulso, há uma evidência da presença divina que temos dentro de nós, que Deus está dentro, que há uma inteligência, um poder, uma vontade interior que comanda as funções de nossos corpos e as controla...
Ele elaborou ainda mais essas ideias em seu livro O Templo Vivo (1903):

Há uma explicação clara, completa e satisfatória para os fenômenos mais sutis e maravilhosos da natureza – ou seja, uma Inteligência infinita trabalhando para cumprir seus propósitos. Deus é a explicação da natureza – não um Deus fora da natureza, mas na natureza, manifestando-se através e em todos os objetos, movimentos e diversos fenômenos do universo. [...] A árvore não se cria a si mesma; um poder criativo está constantemente agindo nela. Brotos e folhas surgem de dentro da árvore... Assim, há presente na árvore um poder que a cria e a mantém, um criador de árvores na árvore, um criador de flores na flor – um arquiteto divino que compreende cada lei da proporção, um artista infinito que possui um poder ilimitado de expressão em cor e forma; há, em todo o mundo ao nosso redor, uma Presença infinita, divina, embora invisível, para a qual os não iluminados podem estar cegos, mas que está sempre se declarando por sua atividade incessante e benéfica.
Ao mesmo tempo em que Kellogg defendia a presença de Deus na natureza contra a secularização, seus correligionários viam suas descrições da presença de Deus na natureza como evidência de tendências panenteístas (Tudo está em Deus). Kellogg rejeitou as críticas religiosas, afirmando que suas visões sobre a divindade interior eram apenas uma reafirmação da onipresença de Deus, e não panteísmo.

### Crise do Panteísmo
Suas visões teológicas iam contra muitos dos dogmas tradicionais do cristianismo niceno. À medida que as crenças da Igreja Adventista do Sétimo Dia se voltavam para o trinitarianismo ortodoxo durante a década de 1890, os adventistas dentro da denominação se mostraram "incapazes de acomodar a compreensão essencialmente liberal do cristianismo" exibida por Kellogg, considerando sua teologia como panteísta e não ortodoxa. O que ficou conhecido como a "Crise do Panteísmo" de 1903 foi um momento pivotal na história da igreja. As visões teológicas de Kellogg eram apenas uma das questões envolvidas: a operação do sanatório era igualmente, se não mais, importante.
O controle do sanatório e suas finanças já era uma fonte de conflito há algum tempo, especialmente à medida que a instituição se expandia e atraía pacientes mais abastados. As tensões chegaram ao ápice quando o Battle Creek Sanitarium, originalmente propriedade da Igreja Adventista do Sétimo Dia, mas administrado por Kellogg, foi destruído por um incêndio em 18 de fevereiro de 1902. Embora quase todos os hóspedes tenham escapado em segurança, a perda material foi estimada entre US$ 300 000 e US$ 400 000, cerca de duas vezes o valor segurado.
Ellen G. White, que havia proclamado que uma espada de fogo purificadora estava pairando sobre Battle Creek, cada vez mais "mundana" e orientada para os negócios, era contra a reconstrução da grande instituição. Embora ela aparentemente tenha escrito um manuscrito em 1902 testemunhando contra a reconstrução, ele não foi enviado a Kellogg na época, e Kellogg não a consultou diretamente sobre seus planos.:38 Com o apoio do conselho diretor, ele não apenas reconstruiu a instituição, mas dobrou seu tamanho. O novo edifício foi projetado pelo arquiteto Frank Mills Andrews, de Ohio, e inaugurado em 31 de maio de 1903.:189 Projetado para ser à prova de fogo, o novo edifício de tijolos tinha seis andares, com uma fachada elegante estendendo-se por 550 pés ao longo da Washington Avenue e três alas se abrindo atrás. Incluía, entre outras coisas, um solário e um pátio de palmeiras, e custou mais de US$ 700 000.

### Desligamento da igreja
Kellogg usou os lucros de seu livro O Templo Vivo para ajudar a pagar os custos da reconstrução. A impressão do livro foi contestada por uma comissão do Conselho Geral dos Adventistas depois que W. W. Prescott, um dos quatro membros da comissão, argumentou que ele era herético. Quando Kellogg arranjou para imprimi-lo privadamente, o livro passou por sua própria prova de fogo: em 30 de dezembro de 1902, um incêndio atingiu o Herald, onde o livro estava diagramado e pronto para impressão. Quando finalmente foi publicado em 1903, o livro foi duramente criticado por White por suas muitas declarações que ela considerava panteístas. Nos anos seguintes, houve um conflito crescente entre Kellogg, o presidente da Conferência Geral A. G. Daniells e outros. Em 1907, Kellogg foi "desligado" da igreja, como parte de um cisma que dividiu a denominação. Kellogg manteve o controle do Battle Creek Sanitarium e do American Medical Missionary College, e continuou a promover as ideias adventistas de saúde e bem-estar nessas instituições.
Em sua vida posterior, Kellogg falou positivamente dos Adventistas do Sétimo Dia e do ministério profético de Ellen G. White, apesar de seus conflitos. Em 1941, em resposta ao crítico E. S. Ballenger, Kellogg repreendeu Ballenger por sua atitude crítica em relação à Sra. White.

A Sra. White foi, sem dúvida, uma mulher inspirada. Apesar disso, ela era humana e cometeu muitos erros e provavelmente sofreu mais com esses erros do que qualquer pessoa. No entanto, eu sabia que a mulher era sincera e honesta e que a influência de sua vida foi imensamente útil para uma multidão de pessoas, e não tenho o menor desejo de enfraquecer, no menor grau, a boa influência de sua vida e obra.

## Sexualidade
Kellogg era contra a masturbação, prática por ele chamada de "vício solitário", e que seria responsável por vários males como câncer cervical, doenças urológicas, impotência, epilepsia, insanidade e várias outras debilidades mentais e físicas.

### Medidas drásticas
A fim de reabilitar as pessoas acometidas por tal "vício", Kellogg chegou a recomendar o emprego medida drásticas como a mutilação, para ambos os sexos. Defendia a circuncisão como um dos meios para conter a masturbação. Em seu livro intitulado "Plain Facts for Old and Young" ele escreveu:
| “ | Um remédio quase sempre bem-sucedido em garotos é a circuncisão, especialmente quando há algum grau de fimose. A operação deve ser feita por um cirurgião sem a administração de anestesia, já que o breve momento de dor durante a cirurgia terá um efeito saudável em sua mente, especialmente se for ligada à ideia de punição, como deve ser em alguns casos. | ” |

e
| “ | Nas mulheres, o autor descobriu que a aplicação de ácido carbólico puro (fenol) no clitóris é uma excelente maneira de acalmar as excitações anormais. | ” |

A fim de prevenir o "vício solitário" nas crianças, ele também recomendou atar suas mãos, proteger seus genitais, costurar o prepúcio e aplicar choques elétricos.

## Patentes e invenções

### Alimentos
John Harvey Kellogg desenvolveu e comercializou uma grande variedade de alimentos vegetarianos. Muitos deles eram destinados a dietas para convalescentes e foram intencionalmente feitos para serem fáceis de mastigar e digerir. Alimentos ricos em amido, como grãos, eram moídos e assados para promover a conversão do amido em dextrina. Nozes eram moídas e fervidas ou cozidas no vapor.
Os alimentos desenvolvidos por Kellogg também tendiam a ser insípidos. Nisso, Kellogg seguiu os ensinamentos de Ellen G. White e Sylvester Graham, que recomendavam uma dieta de alimentos sem sabor para minimizar a excitação, o desejo sexual e a masturbação.

#### Cereais matinais

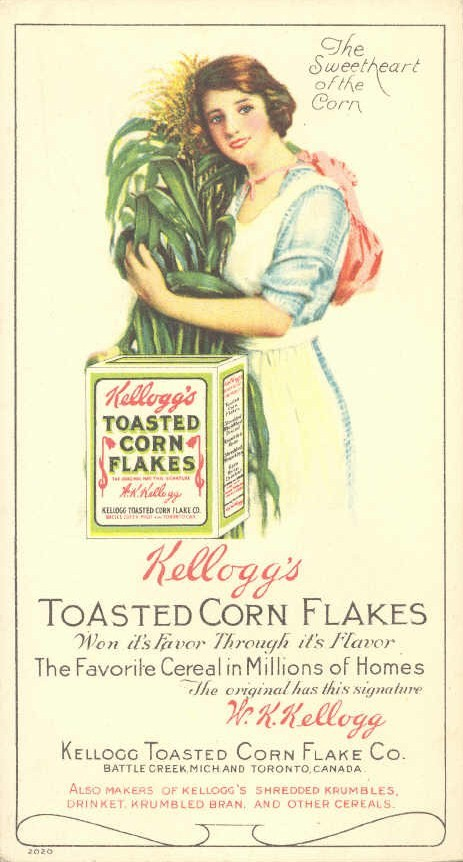
Anúncio antigo de Kellogg's Corn Flakes

Por volta de 1877, John H. Kellogg começou a experimentar a produção de um alimento matinal mais macio, algo fácil de mastigar. Ele desenvolveu uma massa que era uma mistura de trigo, aveia e milho. Era assada em altas temperaturas por um longo período para quebrar ou "dextrinizar" as moléculas de amido no grão. Depois de esfriar, Kellogg quebrava o pão em migalhas. O cereal foi originalmente comercializado com o nome "Granula", mas isso levou a problemas legais com James Caleb Jackson, que já vendia um cereal de trigo com esse nome. Em 1881, sob ameaça de processo de Jackson, Kellogg mudou o nome do cereal do sanatório para "Granola". Inicialmente, era usado por pacientes do sanatório, mas lentamente começou a ganhar popularidade entre ex-pacientes. Em 1890, John fundou a Sanitas Food Company para desenvolver e comercializar produtos alimentícios.
Os Kellogg são mais conhecidos pela invenção do famoso cereal matinal flocos de milho. O desenvolvimento do cereal em flocos em 1894 foi descrito de várias formas por aqueles envolvidos: Ella Eaton Kellogg, John Harvey Kellogg, seu irmão mais novo Will Keith Kellogg e outros membros da família. Há considerável discordância sobre quem esteve envolvido na descoberta e o papel que cada um desempenhou. De acordo com alguns relatos, Ella sugeriu estender a massa em folhas finas, e John desenvolveu um conjunto de rolos para esse fim. Segundo outros, John teve a ideia em um sonho e usou equipamentos na cozinha de sua esposa para fazer o processo. Geralmente, concorda-se que, ao ser chamado uma noite, John Kellogg deixou um lote de massa de trigo para trás. Em vez de descartá-lo na manhã seguinte, ele passou a massa pelos rolos e ficou surpreso ao obter flocos delicados, que podiam então ser assados. Will Kellogg foi encarregado de descobrir o que havia acontecido e recriar o processo de forma confiável. Ella e Will frequentemente discordavam, e suas versões da história tendem a minimizar ou negar o envolvimento um do outro, enquanto enfatizam sua própria participação na descoberta. O processo que Kellogg descobriu, o tempero, tornou-se uma técnica fundamental da indústria de cereais em flocos.
Uma patente para "Flaked Cereals and Process of Preparing Same" foi registrada em 31 de maio de 1895 e concedida em 14 de abril de 1896, a John Harvey Kellogg como Patente nº 558 393. Significativamente, a patente aplicava-se a uma variedade de tipos de grãos, não apenas ao trigo. John Harvey Kellogg foi a única pessoa nomeada na patente. Will mais tarde insistiu que ele, e não Ella, havia trabalhado com John e repetidamente afirmou que deveria ter recebido mais crédito pela descoberta do cereal em flocos.
Durante o primeiro ano de produção, os Kellogg venderam dezenas de milhares de quilos de cereal em flocos, comercializando-o como "Granose". Eles continuaram a experimentar com arroz e milho, além de trigo, e em 1898 lançaram o primeiro lote de Sanitas Toasted Corn Flakes. Uma versão modificada com maior prazo de validade foi lançada em 1902. Naquela época, tanto os "Granose Biscuits" quanto os "Granose Flakes" estavam disponíveis.
Will Kellogg continuou a desenvolver e comercializar cereais em flocos. Quando ele propôs adicionar açúcar aos flocos, John não concordou com a mudança. Assim, em 1906, Will fundou sua própria empresa, a Battle Creek Toasted Corn Flake Company. Isso marcou o início de uma rixa que durou décadas entre os irmãos. A Battle Creek Toasted Corn Flake Company de Will eventualmente se tornou a Kellogg Company, enquanto John foi impedido de usar o nome Kellogg para seus cereais.
Eles tinham outros concorrentes também, incluindo C. W. Post. Post foi tratado no Battle Creek Sanitarium entre 6 de fevereiro e 9 de novembro de 1891 e depois por cientistas cristãos, a quem creditou seu tratamento bem-sucedido. Ele se estabeleceu em Battle Creek, abriu seu próprio sanatório, o LaVita Inn, em março de 1892 e fundou sua própria empresa de alimentos secos, a Post Holdings. Post começou a vender o substituto de café Postum em 1895. Ele lançou o cereal matinal Grape-Nuts, uma mistura de levedura, cevada e trigo, em janeiro de 1898. Em janeiro de 1906, Post introduziu "Elijah's Manna", mais tarde renomeado para Post Toasties Double-Crisp Corn Flakes, e o comercializou como um concorrente direto dos Corn Flakes da Kellogg.
John Harvey Kellogg foi incluído no National Inventors Hall of Fame em 2006 pela descoberta do tempero e pela invenção do primeiro cereal matinal seco em flocos, que "transformou o café da manhã típico americano".

#### Manteiga de amendoim
John H. Kellogg é uma das várias pessoas creditadas com a invenção da manteiga de amendoim. Rose Davis de Alligerville, Nova York teria feito uma pasta de amendoim já em 1840, depois que seu filho descreveu mulheres cubanas moendo amendoins e comendo a pasta no pão. Em 1884, Marcellus Gilmore Edson (1849–1940) de Montreal, Canadá, obteve uma patente para a "Manufacture of peanut-candy", combinando 1 parte de uma "pasta aromatizante" feita de amendoins torrados com 7 partes de açúcar. Em 1894, George A. Bayle de St. Louis vendia um lanche chamado "Cheese Nut" contendo amendoins e queijo; uma versão apenas de amendoim aparentemente foi mais bem-sucedida. George Washington Carver é frequentemente creditado devido ao seu trabalho científico com amendoins e promoção de seu uso.:357 Carver e Kellogg corresponderam-se nas décadas de 1920 e 1930 sobre o uso de amendoins e batata-doce.
Alguma forma de manteiga de nozes, provavelmente feita de amendoim, foi servida a pacientes no Battle Creek Sanitarium antes de outubro de 1895, quando Kellogg escreveu a Ellen White que "algumas preparações muito excelentes de nozes" haviam substituído completamente a manteiga.:357 Kellogg não patenteou explicitamente a manteiga de amendoim e mais tarde afirmou que isso foi intencional: "Deixe todos que quiserem tê-la, e façam o melhor uso dela". No entanto, Kellogg solicitou duas patentes relacionadas a "manteigas de nozes" em 1895, antes de qualquer outra pessoa.
Em 4 de novembro de 1895, John H. Kellogg solicitou duas patentes relevantes para a produção de manteiga de amendoim. A Patente nº 567 901, concedida em 15 de setembro de 1896, era para um "Composto Alimentício" que produzia "um artigo manufaturado melhorado, o produto alimentar composto de amido completamente digerido, óleo vegetal completamente emulsificado como descrito, e proteínas vegetais bem cozidas e finamente divididas derivadas de nozes, conforme especificado." O processo descrito envolvia pegar nozes comestíveis cruas, preferencialmente amendoins ou amêndoas, branqueá-las para remover suas cascas e depois fervê-las por várias horas. As nozes eram então esmagadas e passadas por rolos para separar "uma farinha de nozes fina, relativamente seca e quase branca" e uma manteiga ou pasta "úmida, pastosa, adesiva e marrom".
A segunda patente, nº 604 493, concedida em 24 de maio de 1898, era para um "Processo de Produção de Produtos Alimentícios" a partir de "nozes comestíveis, preferencialmente amendoins". O processo para fazer a pasta novamente envolvia ferver os amendoins, mas observava que torrar era uma alternativa possível. A substância final era aquecida em latas seladas para obter "um produto diferente em muitos aspectos da pasta original" com uma consistência semelhante ao queijo.
Em 1898, os Kellogg estavam comercializando uma grande variedade de alimentos à base de nozes através da Sanitas Nut Food Company. Kellogg comercializou manteigas de nozes como um substituto proteico nutritivo para pessoas com dificuldade em mastigar alimentos sólidos. Como os amendoins eram a noz mais barata disponível, eles rapidamente dominaram o mercado de manteigas de nozes.
Joseph Lambert, que havia trabalhado para Kellogg no sanatório, começou a vender um moedor manual de manteiga de amendoim em 1896. Em 1899, sua esposa Almeda Lambert publicou um Guide for Nut Cookery.

#### Substitutos de carne
Kellogg creditou seu interesse em substitutos de carne a Charles William Dabney, um químico agrícola e Secretário Assistente de Agricultura. Dabney escreveu a Kellogg sobre o assunto por volta de 1895.
Em 1896, Kellogg introduziu, mas não patenteou, o "Nuttose", o primeiro substituto de carne produzido comercialmente. O Nuttose era feito principalmente de amendoins e se assemelhava a "carne de carneiro assada fria". Ao ser temperado ou marinado, o Nuttose podia ter o sabor de frango frito ou churrasco. Servido com purê de batatas e vegetais, podia imitar uma refeição tradicional americana.
Em 19 de março de 1901, Kellogg recebeu a primeira patente dos Estados Unidos para um "substituto vegetal para carne", por uma mistura de nozes e cereais chamada "Protose". Ao solicitar patent 5254836, Okada, Yuuji; Kobayashi, Toshihiko; Sasabe, Hiroshi; Aoki, Yoshimitsu; Nishizawa, Makoto; Endo, Shunji, "Method of arc welding with a ferrite stainless steel welding rod", publicado 19/10/1993, Kellogg descreveu o Protose como um produto "que deve possuir valor nutritivo igual ou maior em forma igual ou mais disponível... Ao regular adequadamente a temperatura e as proporções dos ingredientes, vários sabores semelhantes à carne são desenvolvidos, o que confere ao produto final propriedades muito características." Nuttose e Protose foram os primeiros de muitos substitutos de carne.

#### Outros alimentos
Além de desenvolver carnes artificiais feitas de nozes, grãos e soja, Kellogg também desenvolveu o primeiro leite de soja com acidófilo, que foi patenteado em 1934. Kellogg defendia que fosse administrado a bebês alimentados com mamadeira, para melhorar sua flora intestinal e combater infecções intestinais. Talvez seus pacientes mais famosos tenham sido os quintupletos Dionne. Quando soube que Marie tinha uma infecção intestinal, Kellogg enviou uma caixa de seu leite de soja acidófilo para o médico deles, Allan Roy Dafoe. Quando a infecção de Marie desapareceu, Dafoe pediu que Kellogg enviasse um suprimento contínuo para os quintupletos. Em 1937, cada um consumia pelo menos um litro por dia. Outro paciente famoso que se beneficiou do leite de soja acidófilo foi o explorador polar Richard E. Byrd.:330–333 Kellogg também vendia iogurte, farinha de soja e pão de soja.

### Patentes médicas

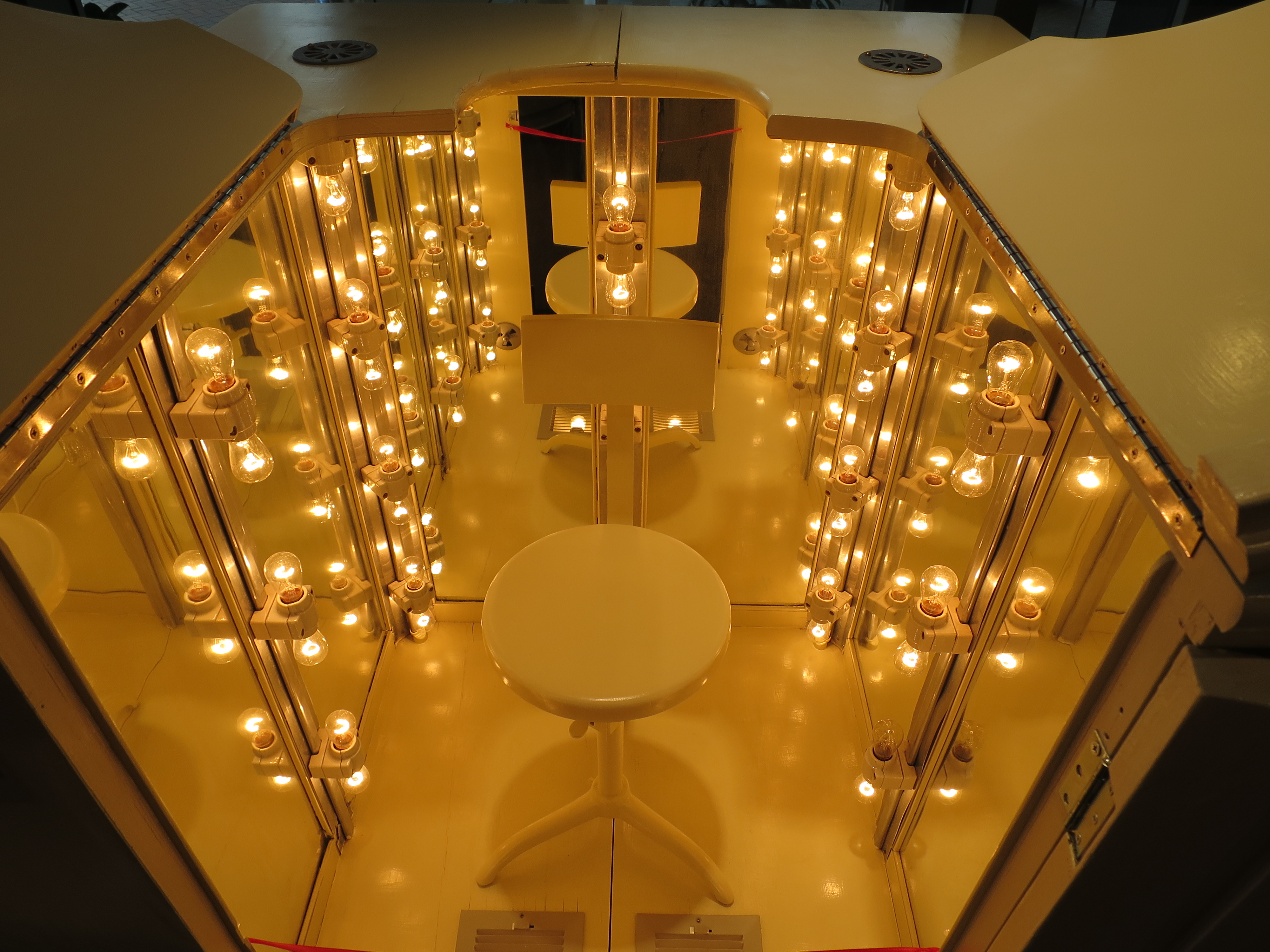
Banho de calor radiante de John H. Kellogg no museu da USPTO, patente nº 558.394; patenteado em 14 de abril de 1896

- patent 5254836, Okada, Yuuji; Kobayashi, Toshihiko; Sasabe, Hiroshi; Aoki, Yoshimitsu; Nishizawa, Makoto; Endo, Shunji, "Method of arc welding with a ferrite stainless steel welding rod", publicado 19/10/1993
- patent 5254836, Okada, Yuuji; Kobayashi, Toshihiko; Sasabe, Hiroshi; Aoki, Yoshimitsu; Nishizawa, Makoto; Endo, Shunji, "Method of arc welding with a ferrite stainless steel welding rod", publicado 19/10/1993
- patent 5254836, Okada, Yuuji; Kobayashi, Toshihiko; Sasabe, Hiroshi; Aoki, Yoshimitsu; Nishizawa, Makoto; Endo, Shunji, "Method of arc welding with a ferrite stainless steel welding rod", publicado 19/10/1993
- patent 5254836, Okada, Yuuji; Kobayashi, Toshihiko; Sasabe, Hiroshi; Aoki, Yoshimitsu; Nishizawa, Makoto; Endo, Shunji, "Method of arc welding with a ferrite stainless steel welding rod", publicado 19/10/1993

### Invenções médicas

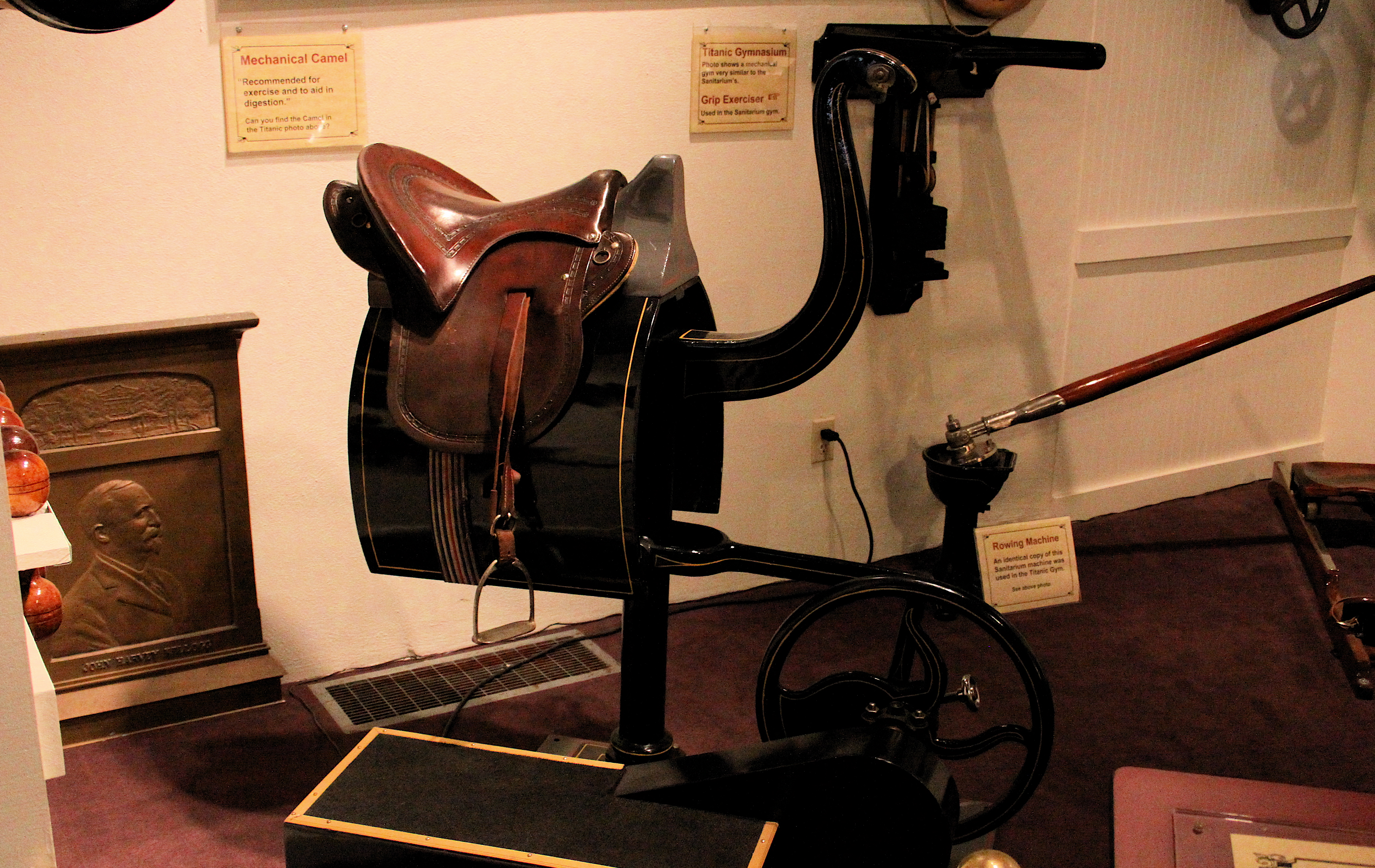
Camelo Mecânico projetado por John Harvey Kellogg.

Embora sejam menos discutidas do que suas criações alimentares, Kellogg projetou e aprimorou vários dispositivos médicos que eram regularmente usados no Battle Creek Sanitarium em operações cirúrgicas e em modalidades de tratamento enquadradas no termo "fisioterapia". Muitas das máquinas inventadas por Kellogg foram fabricadas pela Battle Creek Sanitarium Equipment Company, fundada em 1890. O Dr. Kellogg tentou popularizar esses métodos de tratamento, incluindo eletroterapia, hidroterapia e terapia motora, em sua obra The Home Handbook of Domestic Hygiene and Rational Medicine, publicada pela primeira vez em 1881.
Como ele se especializou em certas cirurgias ginecológicas (particularmente hemorroidectomias e ovariotomias) e cirurgias gastrointestinais, ele desenvolveu vários instrumentos para essas operações. Estes incluíam ganchos especializados e retratores, uma mesa de operação aquecida e um tubo de drenagem asséptico usado em cirurgia abdominal.
Além disso, Kellogg teve grande interesse em criar instrumentos para fototerapia, exercícios mecânicos, respiração adequada e hidroterapia. Suas invenções médicas abrangiam uma ampla gama de aplicações e incluíam um banho de ar quente, cadeira vibratória, oscilomanipulador, tenda de janela para ar fresco, pneumógrafo para representar graficamente hábitos respiratórios, luva de bucha, e um aparelho para esterilização caseira do leite. Algumas de suas invenções eram sofisticadas o suficiente para serem incluídas no ginásio de primeira classe do RMS Titanic.
Kellogg não fez esforços concentrados para lucrar com suas invenções médicas. A declaração de Kellogg em 1916 sobre sua empresa de alimentos esclarece suas motivações gerais: "Desejo deixar claro... que o negócio de alimentos que tenho conduzido é parte do meu esquema geral para propagar as ideias de saúde e vida biológica. Caso contrário, eu não teria me envolvido nele como uma empresa comercial, mas o conduzi como parte do trabalho filantrópico geral no qual estava engajado".

#### Invenções fototerapêuticas
Parcialmente motivado pelos céus nublados dos invernos de Michigan, Kellogg experimentou e trabalhou para desenvolver terapias com luz, pois acreditava no valor da lâmpada elétrica para fornecer penetração de calor no tratamento de distúrbios corporais.
Ele construiu seu primeiro banho de luz incandescente em 1891, alegando ter tratado milhares de pacientes no Battle Creek Sanitarium antes de exibir o banho na Exposição Mundial Colombiana em Chicago em 1893. A invenção supostamente despertou pouca atenção lá, mas foi levada para a Alemanha, onde começou a ser fabricada e vendida. Foi difundida em Viena pelo amigo de Kellogg, Dr. Wilhelm Winternitz; instalada em palácios reais em toda a Europa; e popularmente substituiu os antigos banhos turcos a vapor em clubes atléticos. Somente depois que os banhos de gabinete se tornaram populares na Europa é que a demanda nos Estados Unidos se desenvolveu. Foi importado de Berlim para Nova York "como uma novidade terapêutica". Em 1896, Kellogg patenteou o banho de calor radiante nos Estados Unidos (US558394).
Para "fazer um registro de seu trabalho e experiência como pioneiro neste ramo da fisioterapia", Kellogg publicou seu livro Light Therapeutics: a practical manual of phototherapy for the student and the practitioner, with special reference to the incandescent electric-light bath em 1910. Na obra breve, Kellogg descreve a aplicação da luz de arco na coluna, peito, região abdominal, lombos, ombros, quadril e coxa, joelhos e outras articulações. Ele também entra em detalhes sobre a combinação de eletroterapias com hidroterapias, por exemplo, o banho de luz elétrica com chuveiro e shampoo.

#### Invenções eletroterapêuticas
Embora Kellogg tenha afirmado que "a eletricidade não é capaz de realizar metade das maravilhas que muitos entusiastas da eletroterapia afirmam", ele ainda acreditava que as correntes elétricas eram "um agente terapêutico extremamente valioso, especialmente quando utilizadas em conjunto com hidroterapia, termoterapia e outros métodos fisiológicos." Como resultado, bobinas de eletroterapia foram usadas no Departamento de Eletricidade Estática do Battle Creek Sanitarium, especialmente para casos de parestesias de neurastenia, insônia e certas formas de neuralgia. Dispositivos também foram usados para administrar choques elétricos em várias partes do corpo do paciente.
A terapia vibracional por meio de corrente elétrica senoidal (oscilante de alta frequência) foi descoberta por Kellogg em 1884 para ter uso médico no aumento da circulação sanguínea e exercício passivo. Em particular, Kellogg inventou uma cadeira vibratória usada para estimular órgãos vitais no abdômen inferior. Ainda hoje pode-se visitar o Kellogg Discovery Center em Battle Creek, Michigan, e sentar na cadeira vibratória de Kellogg, que está equipada para oscilar mecanicamente 20 vezes por segundo. Além disso, Kellogg criou uma cama de exercícios de eletroterapia na qual uma corrente senoidal que produzia contração muscular podia ser aplicada sem dor por vinte minutos e supostamente alcançar a estimulação de uma caminhada vigorosa de quatro milhas.

#### Dispositivos de massagem mecânica
Os dispositivos de massagem incluíam vibradores de pé para duas ou quatro pessoas, um dispositivo de massagem por palmadas mecânicas e um aparelho de amassar que foi anunciado em 1909 para vender por US$150,00 (cerca de $5 100 em 2025). Kellogg defendia a massagem mecânica, um ramo da mecanoterapia, para casos de anemia, debilidade geral e fraqueza muscular ou nervosa.

#### Irrigador
Em 1936, Kellogg apresentou uma petição para sua invenção de melhorias em um "aparelho de irrigação particularmente adaptável para irrigação colônica, mas suscetível de uso para outros tratamentos de irrigação." O irrigador aprimorado incluía recursos como medir a quantidade de líquido que entrava e saía do cólon, além de indicar e regular a pressão positiva do líquido bombeado.
No Battle Creek Sanitarium, esses irrigadores colônicos eram frequentemente usados para injetar galões de água no reto dos pacientes até seus cólons, às vezes seguidos por um enema de meio litro de iogurte para auxiliar na limpeza adicional. Sugeriu-se que várias pessoas recebiam esse tratamento ao mesmo tempo.

## Publicações selecionadas
- 1877 Plain Facts for Old and Young. [S.l.: s.n.] Self Abuse ... After having duly considered the causes and effects of this terrible evil, the question next in order for consideration is, How shall it be cured? When a person has, through ignorance or weakness, brought upon himself the terrible effects described, how shall he find relief from his ills, if restoration is possible? To the answer of these inquiries, most of the remaining pages of this work will be devoted. But before entering upon a description of methods of cure, a brief consideration of the subject of prevention of the habit will be in order.
- 1888 Treatment for Self-Abuse and Its Effects. [S.l.: s.n.]
- 1893 Ladies Guide in Health and Disease
- 1880, 1886, 1899 The Home Hand-Book of Domestic Hygiene and Rational Medicine
- 1903 Rational Hydrotherapy
- 1910 Light Therapeutics
- 1914 Needed – A New Human Race Official Proceedings: Vol. I, Anais da Primeira Conferência Nacional sobre Melhoria da Raça. Battle Creek, MI: Fundação de Melhoramento Racial, 431–450.
- 1915 "Health and Efficiency" Macmillan M. V. O'Shea and J. H. Kellogg (A Série Saúde de Fisiologia e Higiene)
- 1915 The Eugenics Registry Official Proceedings: Vol II, Anais da Segunda Conferência Nacional sobre Melhoramento Racial. Battle Creek, MI: Fundação de Melhoramento de Raça.
- 1918 "The Itinerary of a Breakfast" Funk & Wagnalls Company: Nova York e Londres
- 1922 Autointoxication or Intestinal Toxemia
- 1923 Tobaccoism or How Tobacco Kills
- 1923 The Natural Diet of Man
- 1927 New Dietetics: A Guide to Scientific Feeding in Health and Disease
- 1929 Art of Massage: A Practical Manual for the Nurse, the Student and the Practitioner[59]